# Ordubad
Ordubad este un oraș din Azerbaidjan.